# Patricia Hewitt
Pour les articles homonymes, voir Hewitt.
Patricia Hewitt, née le 2 décembre 1948 à Canberra (Australie), est une femme politique britannique, membre du Parti travailliste.

## Biographie
Elle est membre du Parlement du Royaume-Uni pour la circonscription de Leicester West depuis 1997 et fut secrétaire d'État à la Santé jusqu'à l'arrivée de Gordon Brown à la tête du parti en juin 2007. 
En février 2014, les relations de Patricia Hewitt avec le Paedophile Information Exchange ont attiré l'attention des médias. Le 24 février 2014, le Daily Mail a affirmé que Patricia Hewitt avait fait l'apologie des abus sexuels sur des enfants. Le 27 février, elle présente ses excuses et affirme qu'elle a été naïve.